# 下鋸脂鯉
下鋸脂鯉（学名：Catoprion mento），又叫蒙圖下鋸脂鯉、包头水虎，為锯脂鲤科下锯脂鲤属的唯一一種，為熱帶淡水魚，屬於食人魚的一種，分布於南美洲亞馬遜河、奧里諾科河、埃塞奎博河及巴拉圭河流域，體長可達15公分，棲息在底中層水域，以其他魚類為食，具有利齒，會造成重大創傷，可作為食用魚及觀賞魚。

## 扩展阅读
維基物種上的相關：蒙圖下鋸脂鯉